# Follow focus

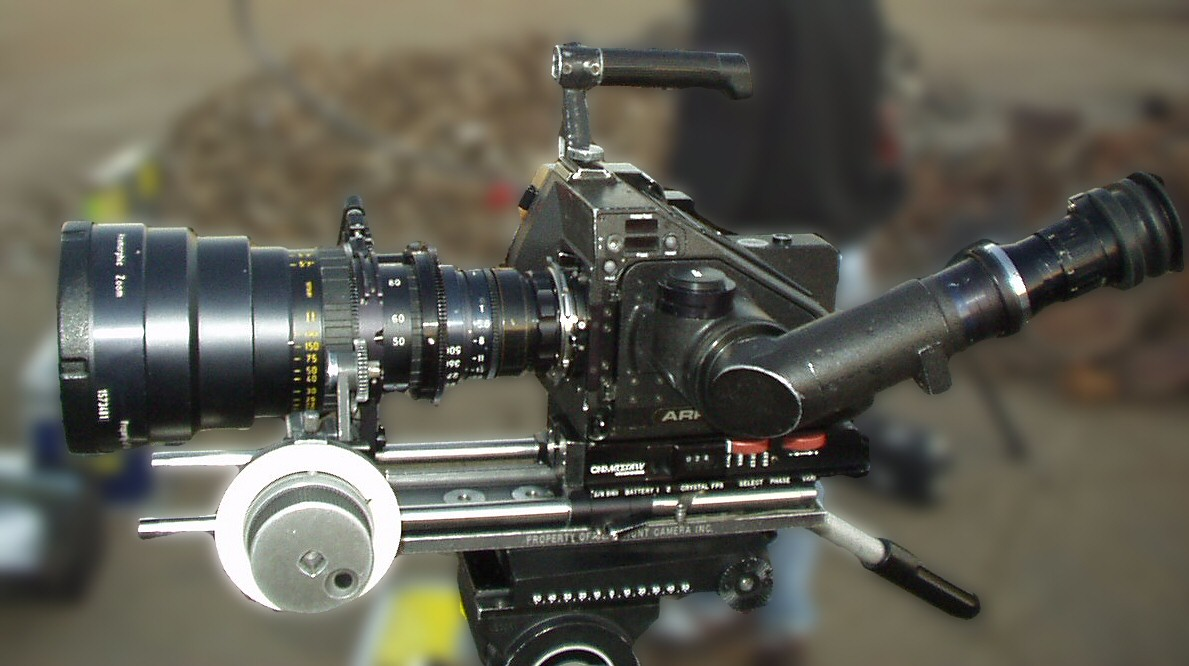
Càmera cinematogràfica Arri de 35mm amb un mecanisme de follow focus muntat a un objectiu de zoom

Un follow focus o un focus de seguiment és un mecanisme de control del focus que s'utilitza habitualment en projectes audiovisuals professionals, tant cinematogràfics com televisius. No contribueix a la funcionalitat bàsica de la càmera i, per tant, no és estrictament necessari, però ajuda a l'operador/a a ser més eficient i precís. Normalment el follow focus és controlat per un foquista o un auxiliar de càmera, però alguns operadors de càmera prefereixen operar-lo ells o elles mateixes.

## Generalitats i ús del follow focus

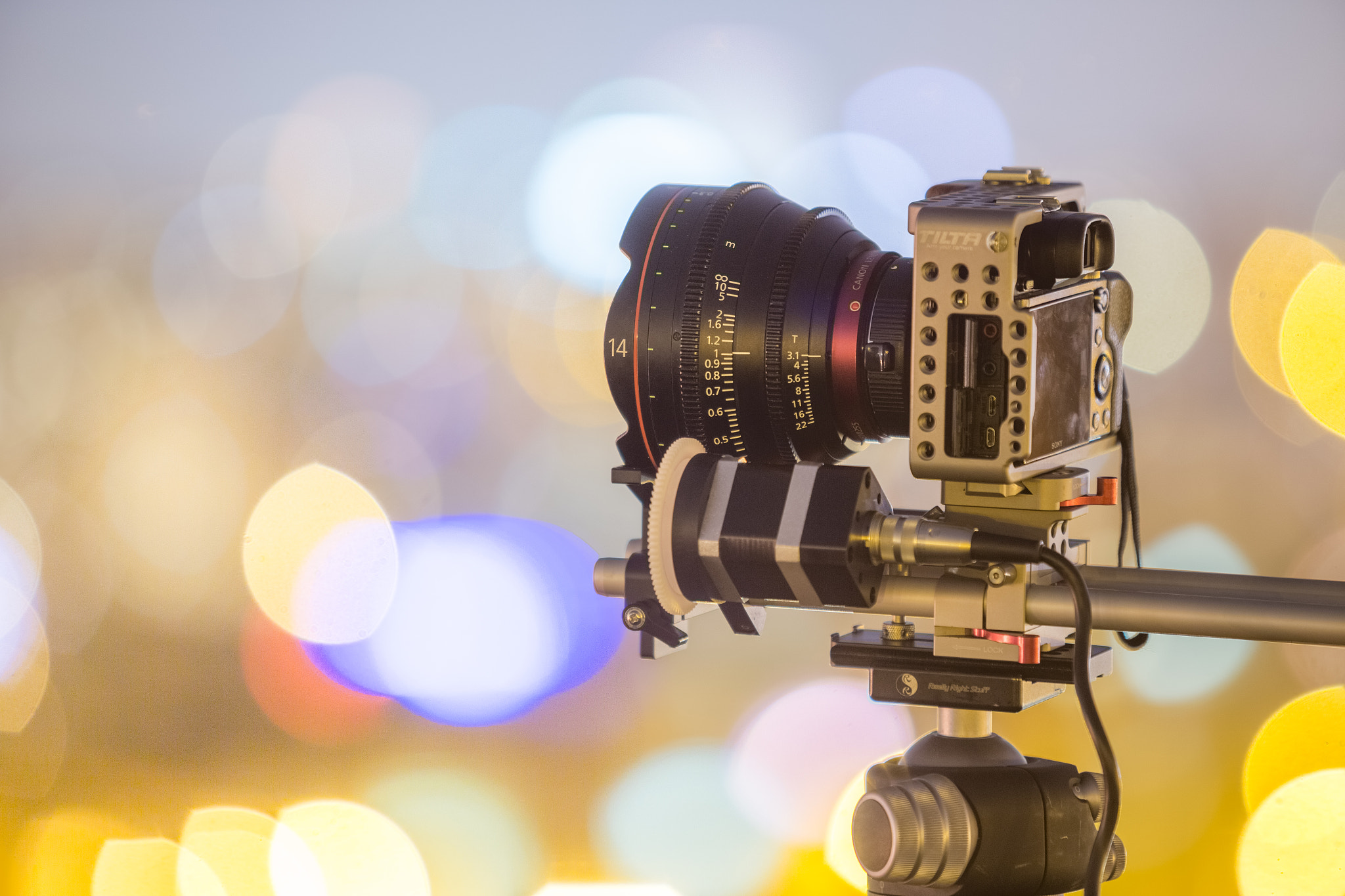
Càmera Canon amb un mecanisme de follow focus motoritzat

### Funció
En la realització de projectes audiovisuals professionals és gairebé un requisit l'ús de l'enfocament manual, ja que sistemes d'enfocament automàtic podrien fer focus en objectes no desitjats o no ajustar-se prou ràpidament als canvis bruscos. En aquests casos la tasca del foquista és mantenir el focus durant els moviments i ajustar-lo als diferents termes que requereixi la planificació de l'escena.
La persona foquista podria girar directament l'anell de l'objectiu per a enfocar, tanmateix això podria situar-la en una posició incòmoda per a ella o per a qui opera la càmera, limitant-li el moviment. També cal tenir en compte que manualment, a la persona foquista, li és impossible recórrer tot l'anell de focus mantenint un moviment continu. Per evitar aquestes casuístiques s'utilitza el follow focus.

### Mecanisme
El mecanisme del follow focus treballa a través d'un conjunt d'engranatges que finalment s'enganxen a les dents de l'anell de focus de l'objectiu. El moviment d'aquests engranatges s'alimenta a través d'una roda que dirigeix la persona foquista, fent girar les dents i, per tant, l'anell de l'objectiu.
Al voltant de la roda el follow focus presenta un disc blanc estacionari. L'utilitza la persona foquista durant els assajos per marcar els punts d'inici i finalització del moviment d'enfocament. Posteriorment, durant les preses bones, utilitza aquestes marques per enfocar correctament.
Si aquest mecanisme no és suficient es pot afegir al follow focus una vareta metàl·lica en forma de L, anomenada Speed Crank, que permet un control més fi del moviment i la velocitat d'enfocament. En cas que la persona foquista hagi d'estar lluny de la càmera (per exemple si aquesta està situada molt alta o si ha de realitzar algun moviment) es pot utilitzar un mecanisme amb un cable flexible anomenat Focus whip, que permet controlar el Follow focus a certa distància. Actualment també hi ha mecanismes de follow focus motoritzats, que permeten un control encara més precís i permeten major llunyania de la persona foquista respecte a la càmera.
Algunes òptiques amb enfocament mitjançant anell de focus no són veritables lents d'enfocament manuals, ja que girar l'anell no ajusta directament els elements interns de l'objectiu, sinó que actua l'electrònica de la càmera predient l'enfocament en funció de la rapidesa del gir i la distància que recorri l'anell. Aquest tipus d'objectius, que acostumen a trobar-se en càmeres d'ús no professional, fan que l'enfocament precís i repetible sigui difícil i, per tant, l'ús d'un follow focus no sigui molt pràctic. Aquest tipus d'objectius s'anomenen de tipus "servo" o "focus by wire".